# Lasiosomus
Lasiosomus is een geslacht van wantsen uit de familie bodemwantsen (Lygaeidae). Het geslacht werd voor het eerst wetenschappelijk beschreven door Franz Xaver Fieber in 1860.

## Soorten
Het genus bevat de volgende soorten:

- Lasiosomus cameroonensis O'Rourke, F., 1975
- Lasiosomus enervis (Herrich-Schäffer, 1835)
- Lasiosomus erato Linnavuori & Van Harten, 2001
- Lasiosomus glaber Lindberg, H., 1958
- Lasiosomus grandis Scudder, G.G.E., 1962
- Lasiosomus kenyensis O'Rourke, F., 1975
- Lasiosomus kilimandjariensis Scudder, G.G.E., 1962
- Lasiosomus knysma O'Rourke, F., 1975
- Lasiosomus lasiosomoides (Bergevin, 1930)
- Lasiosomus madagascariensis O'Rourke, 1975
- Lasiosomus meruensis O'Rourke, F., 1975
- Lasiosomus nigeriensis O'Rourke, F., 1975
- Lasiosomus sedulus (Bergroth, E., 1920)
- Lasiosomus terpsikhore Linnavuori, 1989
- Lasiosomus uluguruensis O'Rourke, F., 1975
- Lasiosomus venda O'Rourke, F., 1975
- Lasiosomus vittatus O'Rourke, 1975